# Svjetski dan mentalnog zdravlja
Svjetski dan mentalnog zdravlja obilježava se 10. listopada svake godine s ciljem podizanja svijesti o problemima mentalnog zdravlja.

## Povijest
Svjetska zdravstvena organizacija proglasila je 10. listopada Svjetskim danom mentalnog zdravlja. Obilježava se svake godine, a cilj mu je podizanje svijesti o problemima mentalnog zdravlja diljem svijeta kao i poticanje na ulaganje u sustav podrške mentalnom zdravlju. 
O tome koliko je zapravo mentalno zdravlje bitno govori i sama definicija zdravlja koju je 1926. godine dao Andrija Štampar: „Zdravlje je stanje potpunog fizičkog, psihičkog i socijalnog blagostanja, a ne samo odsustvo bolesti“. Od Štamparova govora na zasjedanju prve Skupštine svjetske zdravstvene organizacije, 25. lipnja 1948. godine do danas prošlo je 66 godina, a jednako je aktualno ono što je, između ostalog, rekao: „Bolest nije posljedica samo fizičkih i bioloških faktora. U pitanjima zdravlja sve veću ulogu igraju ekonomski i socijalni faktori, i ti se problemi trebaju rješavati ne samo s tehničkog već isto tako i sa sociološkog stajališta. Iako je medicina stara preko 5000 godina, a moderna znanost oko 150 godina, ta je ideja uznapredovala tek u posljednjih 50 godina. Zdravlje treba biti faktor stvaranja boljeg i sretnijeg života. Budući da je zdravlje osnovno pravo svakog ljudskog bića, zajednica je dužna osigurati ljudima što potpuniju zdravstvenu zaštitu. Prema tome, uvod u naš Ustav predstavlja veliku pobjedu, jer sadržava ispravnu koncepciju javnog zdravstva i baca svjetlo, koje će nas voditi na dugačkom i teškom putu, koji je pred nama.“
Vremenom se nije promijenila činjenica da ekonomski i socijalni čimbenici utječu kako na fizičko tako i na mentalno zdravlje te postoji jednaka potreba da zdravlje i zdravstveni sustav i pružatelji usluga u zdravstvu budu dostupni što većem broju ljudi. Obilježavanje ovoga dana omogućava svim pružateljima usluga koji se bave mentalnim zdravljem razmjenu iskustava o njihovom radu i tome što je još potrebno učiniti da zaštita mentalnog zdravlja postane dostupna diljem svijeta.

## 2014.
Ove godine središte interesa Svjetske zdravstvene organizacije je življenje sa shizofrenijom. Cilj je povećati svijest o činjenicama da je shizofrenija lječiva bolest, da je liječenje učinkovitije u njenim ranijim fazama, a da više od 50 % osoba sa shizofrenijom ne dobiva prikladnu njegu. Shizofrenija pogađa oko 24 milijuna ljudi diljem svijeta, a 90 % osoba s neliječenom shizofrenijom živi u zemljama u razvoju. Važno je shvatiti da je brigu o osobama sa shizofrenijom moguće provoditi na društvenoj razini, aktivnim uključivanjem obitelji i zajednice.
Iako je shizofrenija težak oblik mentalne bolesti koja pogađa 7 od 1000 odraslih osoba, najčešće između 15 i 35 godina, incidencija je niska (3-10 000), a prevalencija visoka zbog njene kroničnosti. Postoje učinkovite farmakološke i psihosocijalne intervencije, a što liječenje prije započne, to će ono biti učinkovitije. Nažalost, većina osoba s kroničnom shizofrenijom nije liječena, što doprinosi kroničnosti. Stoga su postavljeni pilot projekti koji za sada u nekoliko zemalja u razvoju (Indiji, Iranu, Pakistanu, Tanzaniji, Gvineji Bisao) pokazuju da je pružanje zaštite ljudima s teškim mentalnim bolestima moguće kroz primarni zdravstveni sustav putem odgovarajuće obuke osoblja primarne zdravstvene zaštite, dostupnosti osnovnih lijekova, osnaživanja i pomaganja obitelji za mogućnost pružanja kućne njege, osiguravanja podrške stručnjacima za mentalno zdravlje te javnog obrazovanja u cilju smanjenja stigme i diskriminacije.

## Vanjske poveznice
- Svjetska zdravstvena organizacija, Svjetski dan mentalnog zdravlja (engl.)